# Refuge d'oiseaux de Grand Manan
Pour les articles homonymes, voir Grand Manan.
Le refuge d'oiseaux de Grand Manan (anglais : Grand Manan Bird Sanctuary) est une aire protégée du Canada située au Nouveau-Brunswick et l'un des trois refuges d'oiseaux migrateurs de cette province. Elle fait partie de la zone importante pour la conservation des oiseaux (ZICO) Archipel de Grand Manan.

## Géographie
Grand Manan est situé au sud de l'île de Grand Manan dans la baie Long Pond. Le refuge de 2,50 km2 est entièrement compris dans le village de Grand Manan, lui-même situé dans le comté de Charlotte, au Nouveau-Brunswick. Il superpose en partie le parc provincial The Anchorage qui est situé un peu plus à l'ouest.

## Avifaune
Les espèces aviennes observées sur le site sont nombreuses : Bernache cravant, Arlequin plongeur, Mouette de Bonaparte, Goéland argenté, Goéland marin, Petit Pingouin, Guillemot marmette...